# Chi Vô diệp liên
Chi Vô diệp liên, từ tiếng Trung: 无叶莲 (danh pháp khoa học: Petrosavia, đồng nghĩa: Miyoshia (Makino) ; Protolirion (Ridley)), nghĩa là sen không lá.

## Đặc điểm
Cây thân thảo nhỏ, không có diệp lục, với thân rễ mảnh dẻ, dạng vảy. Thân: đơn, mảnh dẻ mọc thẳng. Các lá bị suy thoái thành các vảy bắc so le. Cụm hoa dạng ngù hay cành hoa, chứa trên 10 hoa nhỏ. Các hoa nhỏ, lưỡng tính, mọc ra từ nách các lá bắc nhỏ, mọc thẳng, thường đối diện với các lá bắc con. Bao hoa chia 6, hợp sinh tại gốc, không rụng, các phần bên trong lớn hơn phần ngoài. Nhị hoa 6; chỉ nhị hình giùi, hợp sinh tại gốc của các phần bao hoa; bao phấn hình trứng, đính lưng hay gần như đính gốc, hướng trong. Bầu nhụy thượng hay bán hạ; nhiều noãn; lá noãn 3, hợp sinh khoảng 1/4-1/2 chiều dài của chúng, đôi khi chỉ hợp sinh tại gốc; có các tuyến mật vách ngăn. Các vòi nhụy ngắn; núm nhụy hơi bị chẻ 2. Quả nang, tựa như quả đại. Hạt nhỏ, hình elip, có hoặc không có cánh.

## Phân bổ
Chi này có 3 loài, phân bổ tại Indonesia, Malaysia, Myanma, Nhật Bản, Thái Lan, Trung Quốc (1 đặc hữu), Việt Nam.

## Các loài
- Petrosavia sakuraii (đồng nghĩa: Petrosavia miyoshia-sakuraii): Vô diệp liên ít hoa
- Petrosavia sinii: Vô diệp liên
- Petrosavia stellaris: Vô diệp liên Borneo